# Octol

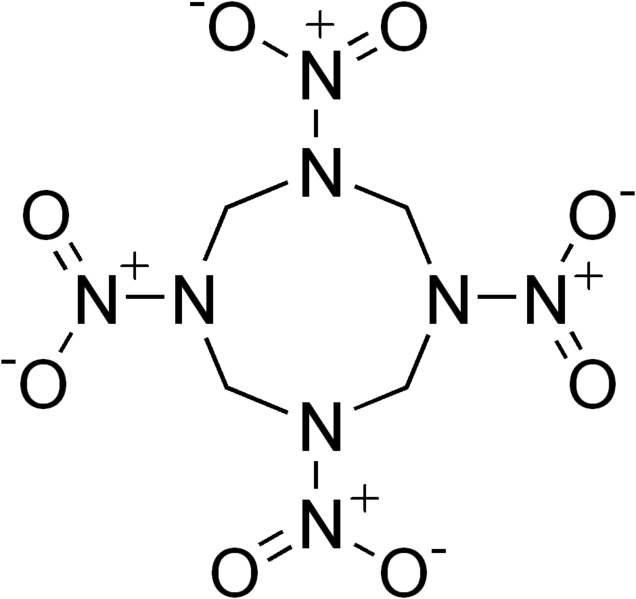
HMX

TNT

Octol, auch Oktol oder Oktolit, ist ein festes Gemisch aus Cyclotetramethylentetranitramin (HMX) und Trinitrotoluol (TNT). Der Stoff besitzt als 76:24-Gemisch eine Dichte von 1,809 g/cm3 und als Explosivstoff eine sehr hohe Detonationsgeschwindigkeit von 8500 m/s; im Vergleich dazu liefert TNT zwischen 5250 und 6700 m/s. Je nach Einsatz liegt das Mischungsverhältnis HMX:TNT zwischen 70:30 und 76:24. Ein höherer HMX-Gehalt erhöht die Detonationsgeschwindigkeit und verringert die Stabilität des Gemisches.
Als Gefahrgut ist Octol unter der UN-Nummer 0266 aufgeführt. Zum Einsatz kommt der Sprengstoff beim Zusammenführen von unterkritischen Teilstücken in Spaltungs- oder Fissionsbomben (Atombomben) sowie für Hohlladungen und Sprengköpfe von Raketen, Marschflugkörpern und Torpedos.